# Hyperion (hudební skupina)
Hyperion byla česká rocková skupina z Ostravy. Byla založena roku 2002 a svou činnost ukončila v roce 2009. O jejich žánru se hovořilo jako o alternative cello-rocku, ale ve skutečnosti byl repertoár mnohem širší. Hráli jak covery metalových velikánů jako Metallica či Blind Guardian, tak skladby starých mistrů nebo vlastní tvorbu.

## Historie
Hudební uskupení Hyperion, původně Čellisti, vzniklo koncem roku 2002 z prosté potřeby dělat hudbu trochu jinak. Propojit klasický nástroj s hudbou členům blízkou. A tak se zrodil nápad, který neměl daleko ke svému uskutečnění. Trvalo určitou dobu, než nalezli optimální počet v obsazení, než si našli cestu. Dalo by se říci, že hlavní etapa se začala psát někdy na začátku roku 2004, kdy došlo ke změně názvu kapely na Hyperion. (Podle řeckých bájí byl titán Hyperion otcem Měsíce, Slunce a Jitřenky, a některé prameny uvádějí, že byl i otcem Múz.)

### Repertoár
Repertoár Hyperionu byl založen na autorské tvorbě, která v sobě kombinovala prvky vážné hudby, metalu i jazzu. Vlastní skladby jsou prokládány coververzemi skladeb metalových velikánů, jako je Metallica, Sepultura či Apocalyptica, i vlastními úpravami skladeb starých mistrů, třeba E. H. Griega. Žánrově byl Hyperion nezařaditelný, své škatulce říkáme "progressive cello classical - jazz - rock'n'roll - art rock - metal". Hyperion byla také asi jedinou kapelou na světě, která, aniž by působila nepatřičně, mohla hrát na Smetanově Litomyšli i blackmetalových festivalech.

### Sestava kapely
Tříčlenné violoncellové obsazení bylo v půli roku 2006 doplněno o dalšího člena – bubeníka. Jednotliví členové se ve svém putování navzájem skvěle doplňovali. Dva protipóly, Ondra (uprostřed) s Honzou (z divákova pohledu vlevo), byli vyvažování rozvážností Tomovou (z divákova pohledu vpravo). Ondřej byl ta plamenná část kapely, rychlostní technik orientující se spíše k té rytmické složce, a Honza byl tou chladicí vodou, melodičností, která doplňuje kruh do úplna. A Tomáš byl tím jazýčkem vah, který rozhoduje, co bude převažovat, na čí stranu je třeba se přiklonit. A také playboyem kapely, neboť byl nejhezčí. Služebně nejmladší člen, bubeník Tomáš, se stal bijícím srdcem kapely.

### Konec
V září roku 2009 oznámili členové kapely ukončení činnosti. Důvodem byly rozdílné budoucí cíle jednotlivých členů. Cellista Ondra a bubeník Tomáš spolupracovali i po ukončení činnosti Hyperionu. Společně založili pop-rockovou skupinu The Swan. Také zbývající dva cellisté pokračují v hraní a tvoření hudby.

## Diskografie

### Monochrome
(duben 2007)
1. "Antagonism"
2. "Faust"
3. "Carrera"
4. "Heart"
5. "Nocturnal Pizzicato Soul"
6. "Patterns Of The Hidden"
7. "Sweet Lullaby"
8. "Faust vol. II"

## Složení
- Ondra Tyleček "Cecil" - violoncello
- Jan Kaňka "Spin" - violoncello
- Tomáš Majliš "Majlant" - violoncello
- Tomáš Černek "Kája" - bicí